# Boccia op de Paralympische Zomerspelen 2008

Boccia was een van de sporten op het programma van de Paralympische Zomerspelen van 2008 in Peking, China.

## Deelnemende landen
| - Argentinië - Brazilië - Canada - China - Finland - Griekenland - Groot-Brittannië | - Hongarije - Hongkong - Ierland - Japan - Nieuw-Zeeland - Noorwegen - Portugal | - Slowakije - Spanje - Thailand - Tsjechië - Verenigde Staten - Zuid-Korea |

## Individueel

### BC1
| Plaats | Land | Sporter              |
| ------ | ---- | -------------------- |
| 1      | POR  | João Paulo Fernandez |
| 2      | POR  | Antonio Marques      |
| 3      | IRL  | Gabriel Shelly       |

### BC2
| Plaats | Land | Sporter             |
| ------ | ---- | ------------------- |
| 1      | HKG  | Hoi Ying Karen Kwok |
| 2      | GBR  | Nigel Murray        |
| 3      | ESP  | Manuel Ángel Martín |

### BC3
| Plaats | Land | Sporter                 |
| ------ | ---- | ----------------------- |
| 1      | KOR  | Keon-Woo Park           |
| 2      | GRE  | Grigorios Polychronidis |
| 3      | KOR  | Ho-Won Jeong            |

### BC4
| Plaats | Land | Sporter        |
| ------ | ---- | -------------- |
| 1      | BRA  | Dirceu Pinto   |
| 2      | HKG  | Yuk Wing Leung |
| 3      | BRA  | Eliseu Santos  |

## Duo's

### BC3
| Plaats | Land | Sporters                                                       |
| ------ | ---- | -------------------------------------------------------------- |
| 1      | KOR  | Ho-Won Jeong Keon-Woo Park Bo-Mee Shin                         |
| 2      | ESP  | Yolanda Martín Santiago Pesquera José Manuel Rodríguez Vazquez |
| 3      | POR  | Armando Costa Mário Peixoto Eunice Raimundo                    |

### BC4
| Plaats | Land | Sporters                         |
| ------ | ---- | -------------------------------- |
| 1      | BRA  | Dirceu Pinto Eliseu Santos       |
| 2      | POR  | Fernando Pereira Bruno Valentim  |
| 3      | CZE  | Ladislav Kratina Radek Prochazka |

## Trio's

### BC1-BC2
| Plaats | Land | Sporters                                                                  |
| ------ | ---- | ------------------------------------------------------------------------- |
| 1      | GBR  | Dan Bentley Nigel Murray Zoe Robinson David Smith                         |
| 2      | POR  | João Paulo Fernandes Fernando Ferreira Cristina Gonçalves António Marques |
| 3      | ESP  | Francisco Javier Beltrán Pedro Cordero Manuel Ángel Martín José Vaquerizo |

Atletiek · Bankdrukken · Basketbal · Blindenvoetbal · Boogschieten · Boccia · CP-voetbal · Goalball · Judo · Paardensport · Roeien · Rugby · Schermen · Schietsport · Tafeltennis · Tennis · Volleybal · Wielersport · Zeilen · Zwemmen
New York & Stoke Mandeville 1984 · 
Seoel 1988 · 
Barcelona 1992 · 
Atlanta 1996 · 
Sydney 2000 · 
Athene 2004 · 
Peking 2008 · 
Londen 2012 · 
Rio de Janeiro 2016 · 
Tokio 2020 ·
Parijs 2024 ·  
Los Angeles 2028